# Обикновен аурискалпиум
Обикновените аурискалпиуми (Auriscalpium vulgare) са вид базидиеви гъби от семейство Aурискалпиеви (Auriscalpiaceae). Широко разпространени са в Европа, Централна и Северна Америка и умерения пояс на Азия. Въпреки това, поради своя дребен размер и убити цветове, те трудно се забелязват в иглолистните гори, които обикновено обитават. Обикновеният аурискалпиум не е отровен, но днес не се използва за храна, заради жилавата си текстура, макар че има исторически сведения за ядене на такива гъби.
Плодните тела растат върху опадалите иглички или върху шишарките, частично или напълно вкопани в почвата на иглолистните гори. Тъмнокафявата гугла е покрита с тънки кафяви власинки и достига диаметър до 2 cm. От долната ѝ страна са разположени нагъсто подобни на зъби израстъци с дължина до 3 mm. В ранна възраст са белезникави до лилаво-розови, а кафявия си цвят придобиват с възрастта. Тъмнокафявото и покрито с власинки пънче достига 55 mm дължина и 2 mm дебелина и се свързва с гуглата в единия ѝ край. Обикновеният аурискалпиум образува бели приблизително сферични спори.
Високата влажност е важна за оптималното развитие на плодното тяло, като растежът се забавя от излишък или недостиг на светлина. На три пъти в своето развитие плодните тела променят своето геотропично поведение, така че да осигурят насочването на подобните на зъби израстъци надолу и да се получи оптимално изхвърляне на спорите.